# Zaporoże I
Zaporoże I (ukr: Станція Запоріжжя I) – stacja kolejowa w Zaporożu, w obwodzie zaporoskim, na Ukrainie. Jest częścią administracji Kolei Przydnieprowskiej. Stacja Zaporoże 1 znajduje się w południowo-wschodniej części miasta.

## Historia
Stacja została otwarta 15 listopada 1873, podczas budowy pierwszej prywatnej linii kolejowej Łozowa-Sewastopol i pod nazwą Aleksandriwsk 1, a następnie zmieniono nazwę miasta na Zaporoże.
Pierwszy budynek Dworca Południowego Aleksandriwsk 1 został zbudowany w 1873 roku.
Nowy budynek stacji w stylu "baroku stalinowskiego" otwarto 25 września 1954.
W grudniu 1965 odcinek Łozowa - Synelnykowe I - Zaporoże zelektryfikowano.
Ostatnia przebudowa kompleksu stacji miała miejsce w latach 2000-2002.

## Linie kolejowe
- Linia Synelnykowe – Zaporoże
- Linia Zaporoże – Fedoriwka